# Rhinoclemmys rubida
La tartaruga di foresta messicana (Rhinoclemmys rubida (Cope, 1870)) è una specie di tartaruga della famiglia dei Geoemididi.

## Tassonomia
Ne vengono riconosciute due sottospecie:
- R. r. rubida (Cope, 1870), distribuita da Oaxaca a Chiapas.
- R. r. perixantha (Mosiman & Rabb, 1953), presente a Jalisco, Colima e Michoacán.

## Descrizione
Il suo carapace, lungo circa 230 mm, è appiattito, con una chiglia mediale e una colorazione che può essere marrone-giallastra con cuciture scure e chiazze scure su ogni scute o uniformemente di color marrone-cioccolato. Il piastrone è giallo con una macchia centrale marrone. Sulla parte superiore della testa è presente una macchia, gialla o rossa, a forma di ferro di cavallo. R. r. rubida ha un carapace marrone chiaro con chiazze scure. R. r. perixantha presenta marginali marrone chiaro, senza chiazze scure, e scuti pleurici marrone scuro. Presumibilmente si nutre principalmente di frutta e germogli, con un consumo opportunistico di materiale animale. È principalmente attiva durante la stagione delle piogge da giugno a novembre. Le uova sono bianche e allungate (62 × 25 mm) e i giovani misurano 50–52 mm.

## Distribuzione e habitat
La sua distribuzione è limitata alle pianure della costa occidentale del Messico da Jalisco a Michoacán, e da Oaxaca a Chiapas. Vive in aree di pianura tropicali semi-decidue, su colline rocciose, vicino a corsi d'acqua nella foresta di macchia, in boschi costieri.

## Conservazione
La distribuzione attualmente ampiamente discontinua indica una progressiva riduzione dell'areale originale della specie. La perdita di habitat a causa dello sviluppo agricolo e delle infrastrutture, nonché lo sfruttamento diretto per il commercio e, eventualmente, come fonte alimentare, sono fattori di rischio per la sopravvivenza di questa specie.